# Deutsche Legion (Krimkrieg)

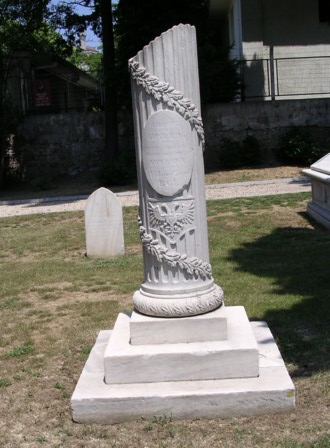
Gedenkstein für die Angehörigen der British-German Legion, britischer Friedhof Haydarpaşa in İstanbul

Die Deutsche Legion (engl.: British-German Legion, auch Anglo-German Legion) war eine Formation deutscher Freiwilliger, die als Fremdenlegionäre mit dem Britischen Heer im Krimkrieg (1853–1856) kämpfen sollten.
Der Offizier Richard von Stutterheim hielt sich in Großbritannien auf, als der Krimkrieg ausbrach. Die britische Regierung ernannte ihn zum Generalmajor und betraute ihn mit der Anwerbung und Organisation einer Fremdenlegion für den Krieg. Diese Deutsche Legion wurde nach Istanbul gebracht, kam jedoch wegen des Endes der Kampfhandlungen nicht mehr zum Einsatz.
1856 wurde die Legion in der Colchester Garrison stationiert, wo viele Soldaten einheimische Frauen heirateten.
Einige Angehörige der Einheit wurden auf dem britischen Friedhof von Haydarpaşa in Istanbul begraben, dort steht auch ein Gedenkstein für die Toten der British-German Legion.
Nach dem Frieden von Paris von 1856 wurden ihre Mitglieder als Siedler in die Kapkolonie gesandt. Insgesamt wurden 2400 Männer, Frauen und Kinder unter Baron von Stutterheim an der Grenze der Kapkolonie angesiedelt. Mehrere Dörfer wurden durch diese Siedler gegründet, unter anderem:  Berlin, Frankfort, Hamburg, Hanover und die spätere Kleinstadt Stutterheim.
Viele dieser Siedler fanden in der Kolonie jedoch kein Auskommen und wanderten in den folgenden Jahren wieder aus. Es wird geschätzt, dass 1857 etwa 1100 von ihnen nach Indien auswanderten, wo sie wieder in den Dienst des britischen Heeres während des Sepoy-Aufstandes traten, dort jedoch wieder zu spät eintrafen, um an den Kampfhandlungen teilzunehmen, da der Aufstand bereits niedergeschlagen wurde. Allmählich wurden diejenigen, die in der Kapkolonie geblieben waren, entlassen. Die Legion wurde im Februar 1861 aufgelöst.